# Horst Friedrich (Aphoristiker)
Horst Friedrich (* 20. Februar 1932 in Berlin; † nach 2003) war ein deutscher Philosoph. Er veröffentlichte zudem zahlreiche Aphorismenbände, in denen unter anderem die sächsische Lebensart zum Ausdruck kommt.

## Leben

### Wissenschaftliche Laufbahn
Horst Friedrich war geborener Berliner und absolvierte in den späten 1940er-Jahren zunächst eine Lehre als Zimmermann. Anschließend ging er zur NVA, die er zehn Jahre später im Rang eines Offiziers verließ. Er studierte Philosophie an der Karl-Marx-Universität in Leipzig und ging anschließend an die Technische Universität Dresden, wo er als Dozent an der Sektion Philosophie und Kulturwissenschaft tätig war. Hier verteidigte er am 5. Januar 1970 seine Dissertation Zur Effektivität der Absolventen der Ingenieurschule für Holztechnik im Reproduktionskreis Holz: eine philosophisch-soziologische Studie. Im September 1973 folgte die Verteidigung der Dissertation B an der Fakultät für Gesellschaftswissenschaften der TU Dresden zum Thema Hans Freyer (1887–1969): zur marxistisch-leninistischen Kritik und Einordnung seiner philosophischen und soziologischen Auffassungen.
Friedrich, der an der TU Dresden keine Professur innehatte, erhielt einen Ruf an die Ingenieurhochschule Mittweida, wo er als Professor für dialektischen und historischen Materialismus am Institut für Marxismus-Leninismus tätig war. Er war zudem stellvertretender Direktor für Forschung des Instituts. In den 1980er-Jahren wirkte er als Prorektor für Gesellschaftswissenschaften der IH Mittweida.
Während seiner aktiven Zeit als Wissenschaftler widmete er sich philosophischen und soziologischen Lehr- und Forschungsaufgaben. An der IH Mittweida war er maßgeblicher Organisator der Mittweidaer Sommerschule, die 1982 zum ersten Mal stattfand. Neben Monografien veröffentlichte Friedrich auch Beiträge in wissenschaftlichen Fachzeitschriften, darunter in Das Hochschulwesen, Die Technik, Deutsche Zeitschrift für Philosophie und Die Fachschule.

### Wirken als Aphoristiker
Ab den 1980er-Jahren veröffentlichte Friedrich in verschiedenen Verlagen Aphorismenbände, da er „das tun [wolle], was mir Spaß macht, und von dem ich glaube, es zu können.“ Seine knapp formulierten Gedanken sollten, wie für Aphorismen typisch, zum Nachdenken anregen. Alltägliche Erlebnisse waren dabei die Grundlage philosophischer Gedankengänge, die zu teilweise kulturpessimistischen Schlussfolgerungen führten. Die letzten, zwischen 2000 und 2003 erschienenen Aphorismenbände wurden von Christoph Hille ausgewählt und herausgegeben.
Friedrich lebte zuletzt in Dresden und Chemnitz.

## Publikationen (Auswahl)

### Wissenschaftliche Publikationen
- Aktuelle Probleme der Produktivkrafttheorie. In: Die Fachschule, 16. Jg., Heft 8, 1968.
- mit F. Arlt, A. Ullmann, K. Musculus: Initiativentwicklung in Produktions- und Forschungskolektiven durch sozialistische Leitungstätgkeit. In: Die Technik, 27. Jg., Heft 10, 1972.
- Probleme der sozialistischen Gemeinschaftsarbeit in Erziehung und Ausbildung. In: Schriftenreihe Soziologie, Persönlichkeit und Kollektiv in der Forschung. Berlin 1972.
- Proleme der Herausbildung  der sozialistischen Lebensweise. In: Deutsche Zeitschrift für Philosophie, Heft 2, 1976.
- Über die moralische Verantwortung des Ingenieurs und Technikers. In: Die Technik, Heft 4, 1976.
- Ideologische Problem in der Vermittlung der Wissenschaft Technologie. In: Die Aneignung und Anwendung der marxistisch-leninistischen Theorie durch Studenten technischer Hochschulen und Universitäten. Internationales Symposium, 7. und 8. Dezember 1976 in Dresden. Technische Universität Dresden, Band 2.
- Zur Technologiekonzeption bei Marx. In: Wissenschaftliche Zeitschrift der Technischen Universität Dresden, Heft 3–4, 1977.
- Produktivkraft Technologie. In: Aktuelle Fragen der marxistisch-leninistischen Wissenschaftstheorie. Heft 3, Bergakademie Freiberg 1977.
- Philosophische Fragen der Technologieproblematik. In: Deutsche Zeitschrift für Philosophie, Heft 1, 1977.
- Zur freiheits- und demokratiebildenden Funktion der Technologie im Sozialismus. In: Demokratie und Freiheit in der entwickelten sozialistischen Gesellschaft. Thematische Information und Dokumentation. Akademie für Gesellschaftswissenschaften beim ZK der SED. Reihe B, Heft 7, 1977.
- Zur sozialen Funktion der Technologie im Sozialismus. In: Deutsche Zeitschrift für Philosophie, Heft 5, 1980.
- mit Igor M. Rogow, Waleri P. Gorjunow – Arbeitskollektiv, Persönlichkeit und wissenschaftlich-technische Revolution im Sozialismus. Lehrmaterial. Ingenieurhochschule Mittweida, Mittweida 1982.
- Weltanschauliche Probleme der Technologie. Lehrheft. Ingenieurhochschule Mittweida, Mittweida 1983.
- Weltanschauung – Technologie – Ökologie. Lehrheft Nr. 4. Institut für Marxismus-Leninismus, Ingenieurhochschule Mittweida 1985.
- Philosophie – Technikwissenschaften – moralische Verantwortung. Zentralstelle für Philos. Information u. Dokumentation, Berlin 1989.

### Aphorismenbände
- A wie Aphorismus und B wie Binsenwahrheit. Zentralhaus-Publikation, Leipzig 1983, DNB 204145775.
- Zwischen Fahrkarte und Volltreffer: Aphorismen-Sammlung. Militärverlag der DDR, Berlin 1988, ISBN 3-327-00571-0.
- Wo auch die Gedanken wachsen …: Kurzgefasstes aus Sachsen. Consens-Verl., Stuttgart-Botnang 1993, ISBN 3-926729-25-2.
- Unser liebstes Spielzeug. Projekt Piccolo, Dresden 1994, DNB 94502388X.
- Rote Karte für schwarze Seelen. Projekt Piccolo, Dresden 1998, ISBN 3-933236-00-2.
- Sächsische Orientierungspunkte: Aphorismen aus Sachsen. Hille, Dresden 2000, ISBN 3-932858-17-4.
- Zwölf Ungleiche: dem Jahr über die Monate geschaut. Hille, Dresden 2001, ISBN 3-932858-18-2.
- Über alle Beete: querbeet durch Kraut und Rüben. Hille, Dresden 2003, ISBN 3-932858-19-0.
- Liebenswertes: die Liebe im Aphorismus. Hille, Dresden 2003, ISBN 3-932858-20-4.